# كولن غرافتون
كولن غرافتون (بالإنجليزية: Colin Grafton)‏ هو متزلج فني أمريكي، ولد في 19 سبتمبر 1991 في بروفيدنس في الولايات المتحدة.

## وصلات خارجية
- كولن غرافتون على موقع الاتحاد الدولي للتزلج (الإنجليزية)